# Tremopora
Tremopora is een mosdiertjesgeslacht uit de familie van de Hiantoporidae en de orde Cheilostomatida. De wetenschappelijke naam ervan is in 1890 voor het eerst geldig gepubliceerd door Ortmann.

## Soorten
- Tremopora dendracantha Ortmann, 1890
- Tremopora ovalis Canu & Bassler, 1929

Niet geaccepteerde soort:
- Tremopora prenanti Gautier, 1955 → Bertorsonidra prenanti (Gautier, 1955)